# Ród Tokugawa
Ród Tokugawa (jap. 徳川氏 Tokugawa-shi lub Tokugawa-uji) – ród siogunów sprawujący realną władzę w Japonii między 1603 a 1868 rokiem.
Okres ich rządów nazywany jest okresem Edo. Siogunat Tokugawów ograniczył rolę cesarza, który spełniał w tym czasie jedynie funkcję reprezentacyjną. Nastąpiła także izolacja Japonii od wszelkich obcych wpływów, co było jedną z przyczyn stagnacji gospodarczej.
| Imię                | Lata życia | Lata rządów |
| ------------------- | ---------- | ----------- |
| Ieyasu Tokugawa     | 1542–1616  | 1603–1605   |
| Hidetada Tokugawa   | 1579–1632  | 1605–1623   |
| Iemitsu Tokugawa    | 1604–1651  | 1623–1651   |
| Ietsuna Tokugawa    | 1641–1680  | 1651–1680   |
| Tsunayoshi Tokugawa | 1646–1709  | 1680–1709   |
| Ienobu Tokugawa     | 1662–1712  | 1709–1712   |
| Ietsugu Tokugawa    | 1709–1716  | 1713–1716   |
| Yoshimune Tokugawa  | 1684–1751  | 1716–1745   |
| Ieshige Tokugawa    | 1711–1761  | 1745–1760   |
| Ieharu Tokugawa     | 1737–1786  | 1760–1786   |
| Ienari Tokugawa     | 1773–1841  | 1787–1837   |
| Ieyoshi Tokugawa    | 1793–1853  | 1837–1853   |
| Iesada Tokugawa     | 1824–1858  | 1853–1858   |
| Iemochi Tokugawa    | 1846–1866  | 1858–1866   |
| Yoshinobu Tokugawa  | 1837–1913  | 1866–1867   |